# Saison 1969-1970 de la Jeunesse sportive de Kabylie
Maillots
Chronologie
Saison précédente Saison suivante
Cet article traite de la saison 1969-1970 de la Jeunesse sportive de Kabylie. Les matchs se déroulent essentiellement en National I, mais aussi en Coupe d'Algérie. 
Il s'agit de sa huitième saison depuis l'indépendance de l'Algérie, soit sa dix-huitième saison sportive si l'on prend en compte les dix précédentes qui eurent lieu durant l'époque coloniale.

## Championnat d'Algérie de National I (1969-1970)

### Classement final
À l'issue de cette seconde partie de saison, la JS Kabylie finit au sixième rang à treize points du champion le CR Belcourt. Ce résultat lui permet tout de même de se maintenir dans l'élite pour sa première apparition à ce niveau.
En revanche en bas du classement la JS Djijel et l'USM Annaba qui finissent respectivement onzième et douzième de ce classement rétrograde en National II.
Le classement est établi sur le même barème de points que durant l'époque coloniale, c'est-à-dire qu'une victoire vaut trois points, un match nul deux points et la défaite est à un point.
| Rang | Équipe          | Pts | J  | G  | N | P  | Bp | Bc | Diff |
| ---- | --------------- | --- | -- | -- | - | -- | -- | -- | ---- |
| 1    | CR Belcourt T C | 56  | 22 | 13 | 8 | 1  | 40 | 17 | +23  |
| 2    | MC Alger        | 52  | 22 | 11 | 8 | 3  | 39 | 24 | +15  |
| 3    | CCS Kouba       | 44  | 22 | 9  | 4 | 9  | 39 | 32 | +7   |
| 4    | ES Guelma       | 44  | 22 | 7  | 8 | 7  | 32 | 42 | -10  |
| 5    | USM Alger P     | 43  | 22 | 7  | 7 | 8  | 34 | 32 | +2   |
| 6    | JS Kabylie P    | 43  | 22 | 7  | 7 | 8  | 28 | 30 | -2   |
| 7    | MC Oran         | 42  | 22 | 8  | 4 | 10 | 25 | 31 | -6   |
| 8    | NAA Hussein Dey | 41  | 22 | 6  | 7 | 9  | 23 | 26 | -3   |
| 9    | USM Bel-Abbès   | 41  | 22 | 7  | 5 | 10 | 20 | 23 | -3   |
| 10   | ES Sétif        | 41  | 22 | 7  | 5 | 10 | 25 | 34 | -9   |
| 11   | JS Djidjelli    | 41  | 22 | 8  | 3 | 11 | 26 | 35 | -9   |
| 12   | USM Annaba      | 40  | 22 | 7  | 4 | 11 | 27 | 31 | -4   |

Résultat
- 1er : Champion de National I qualifié pour la Coupe d'Afrique et la Coupe du Maghreb.

Relégation
- Relégation en Nationale II

Abréviations
T : Tenant du titre

C : Vainqueur de la Coupe d'Algérie 1969-1970

P : Promus de Nationale II

## Buteurs
| Joueurs       | Championnat | Coupe d'Algérie | Total |
| ------------- | ----------- | --------------- | ----- |
| Arezki Kouffi | 12          | 0               | 12    |
|               |             |                 |       |
|               |             |                 |       |
|               |             |                 |       |
|               |             |                 |       |
| Total         | 12          | 0               | 12    |

## Voir également
- Jeunesse sportive de Kabylie